# 中川一郎
中川 一郎（なかがわ いちろう、1925年〈大正14年〉3月9日 - 1983年〈昭和58年〉1月9日）は、日本の政治家。衆議院議員。自由民主党の派閥・中川Gの領袖。正三位勲一等。 農林大臣（第49代）、農林水産大臣（初代）、科学技術庁長官（第35代）、原子力委員会委員長（第35代）。
「北海のヒグマ」と呼ばれ、タカ派議員として知られていた。財務大臣兼内閣府特命担当大臣（金融担当）などを務めた中川昭一は長男。参議院議員を務めた中川義雄は実弟。

## 生涯

### 生い立ち
北海道広尾郡広尾町に農業・中川文蔵、セイの長男として生まれた。祖父・五八郎の時代に富山県福光町から北海道の広尾郡広尾村にある山奥の開拓地に移住した農民の出である。
出身地の広尾について、政治評論家の今井久夫によれば、「なにしろ広尾というところは北海道の中央を北から南に貫く日高山脈が太平洋に没するその海岸線の北に位置する小さな部落である。馬が生きながらクマに喰われるところであった。人々はその馬の泣き声を何度も聞いた。」という。
父・文蔵は14歳の時に北海道に渡り、道東の僻地を選んで開拓に従事した。母セイは山形県出身。子だくさんの文蔵とセイは一生懸命働き、一郎は両親からの北国の血が流れている10人の兄弟姉妹の長男とされているが、実際の長男の竜太郎は生まれて間もなく、いろりの火にころがり落ちて焼死し、長女のミヨも夭折、姉の節子、敏子のあとに生まれた男児のため、一郎と名付けられ、“長男扱い”された。

### 学生時代
小学校2年生の時、父・文蔵は開拓地を離れて町なかに住み、雑貨商兼家畜商に転じた。学校での得意な科目は一貫して算数・数学であった。
豊似小学校時代の一郎は、小柄でおとなしかった。学校では勉強に精を出し、家に帰っては両親を助けて野良仕事に励んだ。
一郎の筋骨たくましい身体は、小さい時からの労働の名残である。
北海道庁立十勝農業学校、宇都宮高等農林学校（現・宇都宮大学農学部）を経て、1947年（昭和22年）9月、九州帝国大学農学部農業土木科卒業。農林省の役人を志望していたが、東京にいたのではメシが食えないと懸念し、志願して北海道庁に入った。
当初は家業を継ぐ予定だったが、広尾町会議員に出世した文蔵が北海道庁に陳情に出かけた際、ろくに相手にもされなかった口惜しさから、｢お前は役人になれ｣と言われ、両親思いの一郎は父の命ずるまま地方役人になった。

### 北海道開発庁時代
中川が北海道に戻った時、北海道は社会党の天下であり革新系の田中敏文が社会党に担がれて北海道知事に当選した。中川は可愛がってくれた教授が書いた紹介状を持参して、九州大の先輩にあたる田中のもとを訪れたが、来客が多くなかなか面会しようとしない田中にしびれを切らし、紹介状を焼いてしまった。
1951年（昭和26年）、北海道開発庁が設置され、開発担当官となる。昭和28年（1953年）大野伴睦北海道開発庁長官の秘書官を務め、大野に見出されることとなる。
大野長官はわずか7カ月の在職で、自民党総務会長に転じた。後任の長官は緒方竹虎で、副総理との兼務であった。中川はそのまま、緒方長官のもとでも秘書官を務め、第5次吉田内閣総辞職のあと、開発庁の開発専門官に異動させられた。

### 政治家秘書として
大野は1959年（昭和34年）、中川に「役人を辞めて俺の秘書になれ」と要請した。父・文蔵は大反対したが、大野に惚れ込んだ中川は12年間の役人生活に別れを告げ、身分の不安定な政治家秘書になる決意をしたが、文蔵は「こんな馬鹿な息子とは思わなかった。まあ交通事故で死んだと思って諦めるから、おまえの好き勝手にしろ」と突き放した。

### 政治家として
1963年（昭和38年）、大野の勧めで旧北海道5区から第30回衆議院議員総選挙に出馬し、初当選した（当選同期に小渕恵三・橋本龍太郎・田中六助・伊東正義・藤尾正行・鯨岡兵輔・西岡武夫・奥野誠亮・三原朝雄など）。初代の後援会会長は幕別町の吉田菊太郎である。自民党内では初めは大野派に所属し、大野の死後大野派が分裂すると船田派に所属し、その後水田派に所属した。
1970年、佐藤栄作・田中角栄両首相から大蔵政務次官に任命される。1973年（昭和48年）には渡辺美智雄、石原慎太郎らと「青嵐会」を結成、若手タカ派として名を売った。福田赳夫に私淑し、後年は福田と政治行動を共にする。

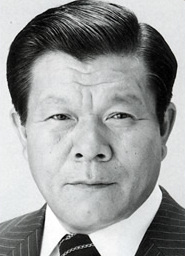
科学技術庁長官時の中川

1977年（昭和52年）に福田赳夫内閣を自民党国民運動本部長として支え、保守派の活動を通じて親交のあった作曲家黛敏郎に新たに立ち上げる党友組織自由国民会議初代代表に要請、受諾される。同年の福田内閣改造内閣で農林大臣（省庁改称のため、1978年7月5日より農林水産大臣）、鈴木善幸内閣では科学技術庁長官に就任した。
1978年（昭和53年）の自民党総裁選挙で、福田が敗れ、12月6日に内閣総辞職をしたが、「予備選はインチキだ」として、農水相辞任に際し、福田内閣の最後の閣議で、内閣総辞職の署名を断固として拒否しぬいた。単なるポーズや嫌がらせでなく、大平政権誕生阻止のため、喧嘩師・中川一郎が最後の大博打に打って出たと思われた。
1979年（昭和54年）には石原、長谷川四郎、松沢雄蔵、長谷川峻らを結集して、自由革新同友会（事実上の中川派）を結成した。
1982年（昭和57年）10月の自民党総裁選挙・予備選に中曽根康弘、中川、河本敏夫、安倍晋太郎らが立候補した。当時は立候補に国会議員50名の推薦が必要であったため、福田派から安倍に投票する予定の議員の名前を借りての出馬だった。結果は、中曽根一人で全党員の6割近い支持票を集め、中川は最下位だった。この時期には後述するように奇行が目立つようになる。

### 晩年
総裁選後間もない1983年（昭和58年）1月9日、札幌パークホテル10階1022号室バスルームにて中川が死亡しているのを、妻の貞子が発見した。当初死因は「急性心筋梗塞」と発表されたが、2日後に「自殺」に訂正された。57歳没。
中川の自殺から間もなく、高知県にいた後藤田正晴官房長官には、1月9日午前の段階で北海道警察と古巣の警察庁のルートを通じて中川の自殺を知らせる急報が伝えられていた。急報を聞いた後藤田は中曽根康弘総理に電話でことの真相を伝えた後に、記者団に対して中川が急死したことを発表したが、その死因は遺族と中川の側近に配慮して伏せていた。
突然の訃報を聞いた堂垣内尚弘北海道知事が駆けつけている。中川の遺体は、1月9日のうちに空路で札幌から東京の中川邸まで運ばれた。総裁予備選挙が終わってから中川は「夜、眠れない」と強く訴えるようになり、睡眠薬を服用していたという。
衆議院での追悼演説は安井吉典。墓所は渋谷区諦聴寺。

## 人物・逸話

### 性格
一般には「明るい中川一郎と怖い中川一郎の2人がいる」と言われていた。一方、中川を良く知る元秘書の鈴木宗男は、豪快さと繊細さが真の二面性と語っている。

### 愛称
愛称は、“北海のひぐま”、“十勝のじゃがいも”など。
今井久夫 1979, p. 109-110によると、「中川が福田の蔵相の下で、はじめて大蔵政務次官になった時、中川を“北海道のひぐま”と呼んだのは福田である。それまで中川は、北海道の地元では“十勝のじゃがいも”といわれていた。中川を見ているとやっぱり“じゃがいも”より“ひぐま”の方がぴったりする。以後、地元でも中川を“ひぐま”あるいは略して“くま”と呼ぶようになった。このように福田はアダ名をつける名人である」という。

### 思想
中川は自他ともに認める熱烈な国粋主義者で、反共主義者だった。

### 憲法9条改正論者
農林水産大臣であった1978年（昭和53年）10月6日、週刊誌などでの発言で解任された栗栖弘臣統合幕僚会議議長の「超法規発言」について、衆議院予算委員会で民社党の大内啓伍から見解を求められ、「憲法についても改正すべきだという議論があるということも十分耳を傾けなければならぬ」と述べた。

### ペルソナ・ノン・グラータ
CIAの諜報活動により、上記のように表向きは反共を唱えながらも裏では親ソビエト政権の樹立を画策していたと見なされ、1983年1月首相の名代としてのアメリカ合衆国訪問に際し「ペルソナ・ノン・グラータに相当する」として入国拒否を通告された。こうしたことが彼の死にまつわる疑惑を形成することにもなった。

### 中川と酒
選挙にも酒にもけんかにも強い中川だったが、ある時期から、強いはずの酒が中川の人生を狂わせ始めた。酒飲み仲間の玉置和郎がその変わりようを証言する。
「中川一郎の酒の飲みっぷりは本来、朗らかそのものだった。酔っぱらうとね、もっている財布を芸者たちにバーンと投げ出す。好きなだけもっていけというわけだ。だから芸者にもてた。元来が、お金というものにあまり執着しなかった。それが同友会をつくった頃からかなあ、酔っぱらうと前後不覚になり、崩れるようになった。同時に愚痴っぽい酒飲みとなった。いつだったかも、腰が抜けるほどに酔っぱらってね、小便しに行くのに、どこが便所だかわからなくなり、ドアのところで放尿しようとするんだ。あわてて便所まで連れて行き、無事にすんだけど、ああいうこと、昔はなかったな。」
国会議事堂の敷地内で立ち小便しているところを写真週刊誌に撮影されたことがある。今井久夫 1979, p. 226によると、
「酒を飲んだあとの生理現象として、前をまくって放水する。これはだれでもやることであって、とがめるわけにはいかない。ところが中川はトイレにいかないのである。時には二階の窓から下の道路目がけて雨を降らせ、また時には部屋の隅のタン壺にそそぎこむ。そして呵々大笑してどてんと横になると、たちまちいびきをかいて寝てしまう。まことに天衣無縫、豪快きわまる酔いつぶれ方である」
という。

### 自殺説と他殺説
先述したように、公式には中川の死は自殺とされ、遺書は残されていないが原因としては「しゃにむにニューリーダーの一角に割り込み、13人の少人数ではあるものの、自民党に自分の派閥を作り上げて総裁候補にまでのし上がった。その過程で、人間関係や政治資金などで相当の無理をしており、その心身の疲労が自殺という形で爆発してしまった」というのが定説である。また中川の秘書から北海道選挙区選出参議院議員となった高木正明が、本人の名誉を考え早急の火葬を行う指示を行ったとされ、死の2日後には火葬されている。しかし、遺書もなく政治家としては早急な火葬、また死因の変更などから、中川の死はいくつかの疑問点があるとして今もって議論されることがあり、特に他殺の可能性について指摘されることもしばしばあるが、当時第一秘書だった鈴木宗男を始め関係者一同は事実無根と主張している。
　石原慎太郎はその著書「『私』という男の生涯」において、「己(中川一郎)が所行の報いで殺害されたらしく、その後始末を私が負わされ」と記しており、他殺をほのめかしている。
内藤國夫 1985, p. 251によると、
「中川一郎突然死のあと、巷に流れ出た“噂話”には、さまざまなものがあった。ソ連の対日工作員レフチェンコから中川一郎が巨額な政治献金を受け取っていたのを、中曽根・後藤田ラインに知られ、暴露するぞと脅され、悩んでいたとの話に始まり、総裁選で膨大な金を使いすぎ借金返済に困窮していた、ソ連のKGBに謀殺された、ニュージーランド沖のイカ漁や韓国の水産関係者との利権を“角筋”によって絶たれた、さらには、総裁選挙後に“肝臓ガン”を告げられ悩んでいた等々などが主なものである。いずれも根拠のない、無責任な“噂話”ばかりである」
という。
なお、2010年10月、鈴木は中川が1975年7月に世界銀行の招待で南アメリカ諸国を歴訪する出発前日に全日本空輸の藤原経営管理室長と料亭で会食した際に、「餞別」として100万円を受け取ったこと、さらに後の東京地検特捜部による「ロッキード事件」の「全日空ルート」の捜査の過程でこのことが明らかになり、1976年8月に特捜部からの事情聴取を受けていたことを月刊誌『新潮45』の記事で証言している。鈴木は、このことを後の1982年に福田赳夫に追及されたことが自殺の原因となったとも記しているが、これに対しては中川の妻の貞子が否定している。
中川の死から5日後の1983年1月14日、東京のソ連大使館からモスクワに宛てたKGBの暗号電報に、ソ連のスパイであり、テレビ朝日専務だった三浦甲子二の話として「中川は明らかに他殺だ。CIAの手先に消された」と記されていたことが明らかになっている。ほか、「鈴木はCIAと結託して中川を収賄疑惑に引き込んだ」との記述も確認されている。

### 妻・貞子との関係
中川一郎と貞子が結婚したのは、1951年（昭和26年）7月9日。札幌市中央区南14条西4丁目にある弥彦神社で、神前結婚式が行われた。2人の結婚に当初から反対していた一郎の父・文蔵は姿を見せなかった。
中川の夫婦仲の悪さは、政界でかなりの程度知られていた。中川にとっては兄貴分的存在で政治の指南役でもあった金丸信は、
「一度忠告してやったことがあるんだ。女房が怖いとか、俺の言うことに従わないって、あまりにもこぼすので『そんな女房は思いきり殴りつけてやれ。そしたら亭主の言うことに従うようになる。心配するな』と教えたんだ。私の忠告どおり女房を殴りつけていればこんなことにはならなかったかもしれないな」
「総裁選後の中川君と、それ以前の中川君とは、もう全然違う人間のように変わった。以前の彼と違って、以後の彼は、もうクヨクヨ、クヨクヨして話にならんのだ。目やになんか出しちゃったりしてね。顔じゅうに吹き出物がブツブツと出ているし。それで“キミ、なんか疲れているのと違うんか。目やにや吹き出物がどうしてでるんだ”って健康に注意したことがある。あとで考えてみれば、もうその頃から睡眠薬なんてものを奥さんが惜しげもなく大量に飲ましていたらしい。ウイスキーとの併用の弊害を無知で飲ましたとすれば許せるけれど、無知でなくて、承知で飲ましていたとすれば、これはもう許せないことだ」
と述べている。
貞子は中川一族の血を憎むだけでなく、一郎の生活スタイルからスマートさのかけらもない“百姓あがり”のずんぐり、むっくりした武骨な体軀そのものまでを嫌った。
一方で皮肉なことに、中川一郎は「開拓農家出身であることを誇りにし、政治家になってからはその土着性、庶民性にあふれたムードを売りものにさえした」。中川夫妻は、「この一点だけでも“似合いの夫婦”の正反対、趣味から好き嫌い、人間の付き合いかた、生きざまとすべてが相反する、世にも稀なカップルであった」。
長男の昭一には兎唇の障害があったため、幼児期と東大を卒業してからと2度にわたり、兎唇であることがわからぬよう手術を受けた。したがってその跡はほとんど目立たなかったが、問題は1回目の手術の際、貞子のとった態度である。手術代を払えぬほど貧乏していたわけではないのに、「これはあなたがた中川兄弟の血に問題があるのですから、あなたがたでお支払いください」と冷たく言い放って、手術代を本家の中川正男に支払わせた。“マドンナ賢妻”に頭のあがらない一郎は、妻の冷酷な仕打ちに人知れず泣き、兄弟姉妹には「申し訳ない。我慢してくれ」と頭を下げ詫びて回った。

### その他
北海道に生まれ育った中川だが、スキーができなかった。貧しさのためというより、病弱の母を助けて家事や牛馬の世話に追われ、学校から帰っても遊んでいる暇がなかったからという。
1988年（昭和63年）、故郷広尾町に中川一郎記念館が完成した。食肉卸業大手ハンナンの元オーナー浅田満は記念館の建設費として3億円支払っている。大学時代の愛読書だった河上肇の「貧乏物語」（岩波文庫）、初代大臣として自らが揮毫した農林水産省の看板のレプリカなどが展示されている。また敷地内には、片手を上げ軽く頭を下げて「ヨッ！」とあいさつしながら歩く、という生前お得意だったポーズの銅像が立ち、台座の揮毫は盟友であった安倍晋太郎の手になる。なお敷地の芝生は後にパークゴルフ場に改修された。

## 著作
論文
- 中川一郎「青嵐はなぜ必要か」『自由』第15巻第10号、1973年10月、178-186頁。
- 中川一郎、末永基晴「自民党五つの改革と日本の春」『自由』第19巻、1977年11月、118-128頁。（末永基晴の徹底対談 12）
- 中川一郎、小山内高行「米・魚からテロ・防衛まで」『自由』第20巻第9号、1978年9月、52-66頁。

## 家族・親族
中川家は富山県西礪波郡福光町（現南砺市）、北海道広尾郡広尾町、東京都と移動している。

### 実家
- 父・文蔵（農業、雑貨商兼家畜商、政治家・広尾町会議員）
富山県西砺波郡福光町（現南砺市）出身。1978年（昭和53年）没[33]。あだ名は“拙者（せっしゃ）文蔵”。“拙者文蔵”というのは文蔵が改まった時に使う一人称である。つまり文蔵は｢拙者文蔵…｣と切り出すような明治の古いタイプの人間であった[4]。
- 母・セイ（山形県出身）
- 兄・竜太郎
生まれて間もなく、いろりの火にころがり落ちて焼死した[2]。
- 姉、妹（一郎の姉妹は計5人いる）
- 弟
  - 正男（雑貨商、政治家・広尾町会議員）
  - 健三（倉庫業）
  - 義雄（北海道庁職員、政治家）

### 自家
- 妻・貞子（旧姓木下、父は国鉄職員、兄は精神科医）
1930年(昭和5年) - 2021年(令和3年)10月17日没
- 長男・昭一（銀行員、政治家）
1953年（昭和28年）7月生 - 2009年（平成21年）10月没
- 次男

### 他家
- 従弟・中川健一（医師） - 中川文蔵の弟と、中川セイの妹との間に生まれた[34]。

## 選挙歴
| 当落 | 選挙                   | 執行日         | 年齢 | 選挙区        | 政党       | 得票数     | 得票率 | 定数 | 得票順位 /候補者数 | 政党内比例順位 /政党当選者数 |
| ---- | ---------------------- | -------------- | ---- | ------------- | ---------- | ---------- | ------ | ---- | ------------------ | ---------------------------- |
| 当   | 第30回衆議院議員総選挙 | 1963年11月21日 | 38   | 旧北海道第5区 | 自由民主党 | 6万8231票  | 14.6%  | 5    | 2/10               | /                            |
| 当   | 第31回衆議院議員総選挙 | 1967年01月29日 | 41   | 旧北海道第5区 | 自由民主党 | 9万733票   | 18.0%  | 5    | 2/9                | /                            |
| 当   | 第32回衆議院議員総選挙 | 1969年12月27日 | 44   | 旧北海道第5区 | 自由民主党 | 9万74票    | 16.6%  | 5    | 1/9                | /                            |
| 当   | 第33回衆議院議員総選挙 | 1972年12月10日 | 47   | 旧北海道第5区 | 自由民主党 | 11万5040票 | 20.3%  | 5    | 1/7                | /                            |
| 当   | 第34回衆議院議員総選挙 | 1976年12月05日 | 51   | 旧北海道第5区 | 自由民主党 | 10万3965票 | 17.1%  | 5    | 2/9                | /                            |
| 当   | 第35回衆議院議員総選挙 | 1979年10月07日 | 54   | 旧北海道第5区 | 自由民主党 | 15万8027票 | 26.37% | 5    | 1/7                | /                            |
| 当   | 第36回衆議院議員総選挙 | 1980年06月22日 | 55   | 旧北海道第5区 | 自由民主党 | 14万5801票 | 24.05% | 5    | 1/7                | /                            |